# Apha horishana
Apha horishana là một loài bướm đêm thuộc họ Eupterotidae. Loài này được Shōnen Matsumura mô tả lần đầu năm 1927. Loài này có ở Đài Loan và nam Trung Quốc.
Sải cánh của loài này dài 40–50 mm.